# ブリスベン市長
ブリスベン市長 (Mayor / Lord Mayor of Brisbane) は、オーストラリア連邦クイーンズランド州ブリスベンの首長である。

## ブリスベン市評議会の市長 (1859年–1902年)
| 氏名                                      | 任期            |
| ----------------------------------------- | --------------- |
| ジョン・ペトリー                          | 1859年 - 1862年 |
| トーマス・スティーブン・スブラケット      | 1862年          |
| ジョージ・エドモンド・ストーン            | 1863年          |
| ジョシュア・ジーズ                        | 1864年          |
| アルバート・ジョン・ホッキングス          | 1865年          |
| リチャード・サイムス・ワリー              | 1866年          |
| アルバート・ジョン・ホッキングス（2期目） | 1867年          |
| ジョン・・ハードグレイブ                  | 1868年 - 1869年 |
| ウィリアム・ペティグリュー                | 1870年          |
| フランシス・マレー                        | 1871年          |
| エドワード・ジョセフ・ベインズ            | 1872年          |
| ジェームズ・スワン                        | 1873年 - 1875年 |
| リチャード・アッシュキングスフォード      | 1876年          |
| アルフレッド・ハバード                    | 1877年 - 1878年 |
| ジョン・ダニエル・ヒール                  | 1879年          |
| ジョン・シンクレア                        | 1880年 - 1881年 |
| ロバート・ポーター                        | 1882年          |
| アブラム・ロバート・バイラム              | 1883年          |
| ジョン・マクマスター                      | 1884年          |
| ベンジャミン・ハリス・バッビッジ          | 1885年          |
| ジェームズ・ヒップウッド                  | 1886年 - 1887年 |
| リチャード・サウスオール                  | 1888年          |
| ウィリアム・マクノートン・ギャロウェイ    | 1889年          |
| ジョン・マクマスター（2期目）             | 1890年          |
| ジョン・クラーク・オルワース              | 1891年          |
| ジョージ・ワトソン                        | 1892年          |
| ジョン・マクマスター（3期目）             | 1893年          |
| ロバート・フレイザー                      | 1894年 - 1895年 |
| ロバート・ウッズ・サーロウ                | 1896年          |
| ジョン・マクマスター（4期目）             | 1897年          |
| ウィリアム・ソーン                        | 1898年          |
| ウィリアム・アンドルー・シール            | 1899年          |
| ジェームズ・ニコル・ロビンソン            | 1900年          |
| トーマス・プロー                          | 1901年          |
| レスリー・コリー                          | 1902年 - 1903年 |

## ブリスベン市議会の市長 (1903年–1925年)
| 氏名                                          | 任期            |
| --------------------------------------------- | --------------- |
| レスリー・コリー                              | 1902年 - 1903年 |
| トーマス・リース                              | 1904年          |
| トーマス・プロー（2期目）                     | 1905年          |
| ジョン・クレイズ                              | 1906年          |
| ウィリアム・マレー・トンプソン                | 1907年          |
| チャールズ・パッキンハム・ブキャナン          | 1908年          |
| トーマス・ウィルソン                          | 1909年          |
| ジョン・ヘザー・リントン                      | 1910年          |
| ハリー・ディダムス                            | 1911年          |
| アルフレッド・ジョン・レイモンド              | 1912年          |
| ハリー・ドゲット                              | 1913年          |
| チャールズ・モファット・ジェンキンソン        | 1914年          |
| ジョージ・ダウン                              | 1915年          |
| ジョン・ヘザーリントン（2期目）               | 1916年 - 1917年 |
| ジョン・マクマスター（5期目）                 | 1918年 - 1919年 |
| チャールズ・パッキンハム・ブキャナン（2期目） | 1919年 - 1919年 |
| ジェームズ・フランシス・マクスウェル          | 1920年 - 1921年 |
| ハリー・ディダムス（2期目）                   | 1921年 - 1924年 |
| モーリス・バリー                              | 1924年 - 1925年 |

### List of Lord Mayors
| 氏名                                 | 政党                       | 任期            |
| ------------------------------------ | -------------------------- | --------------- |
| ウィリアム・ジョリー                 | United Party               | 1925年 – 1931年 |
| アーチボルド・ワトソン               | 民族主義市民党             | 1931年          |
| ジョン・ウィリアム・グリーン         | 進歩党/無所属              | 1931年 - 1934年 |
| アルフレッド・ジェームズ・ジョーンズ | 労働党                     | 1934年 - 1940年 |
| ジョン・ビールス・チャンドラー       | 市民組織                   | 1940年 - 1952年 |
| フランク・エドワード・ロバーツ       | 労働党                     | 1952年 - 1955年 |
| レッジ・グルーム                     | 市民組織                   | 1955年 – 1961年 |
| クレム・ジョーンズ                   | 労働党                     | 1961年 - 1975年 |
| ブライアン・ウォルシュ               | 労働党                     | 1975年 - 1976年 |
| フランク・スリーマン                 | 労働党                     | 1976年 - 1982年 |
| ロイ・ハーヴェイ                     | 労働党                     | 1982年 - 1985年 |
| サリヤーン・アトキンソン             | 自由党                     | 1985年 - 1991年 |
| ジム・ソアリー                       | 労働党                     | 1991年 - 2003年 |
| ティム・クイン                       | 労働党                     | 2003年 – 2004年 |
| キャンベル・ニューマン               | 自由党                     | 2004年 – 2008年 |
| キャンベル・ニューマン               | クイーンズランド自由国民党 | 2008年 - 2011年 |
| グラハム・カーク                     | クイーンズランド自由国民党 | 2011年 - 現在   |